# Játékoskölcsönzés
A játékoskölcsönzés olyan szerződés, amelyben egy sportolóval (játékossal) szerződéses viszonyban levő sportegyesület megállapodik (szerződést köt)  egy másik egyesülettel arról, hogy a sportoló ideiglenesen (meghatározott ideig) ténylegesen ez utóbbi egyesületben szerepeljen. Nem eredményezi azt, hogy a játékos a két egyesület "közös tulajdonában" lenne, bár  a sportsajtó időnként így fogalmaz.
Két együttes kölcsönösen is megállapodhat bizonyos játékosainak a másik egyesület számára való kölcsönzéséről. (Ezt néha pontatlanul „játékoscserének” nevezik).
Elsősorban a csapatsportokban fordul elő, az egyes csapatok játékosállományának jobb kihasználása érdekében (szokás szerint elsősorban azokat a játékosokat kölcsönzik, akik nem szerepelnek a játékoskeretben.) 